# Ihr lieben Christen, freut euch nun

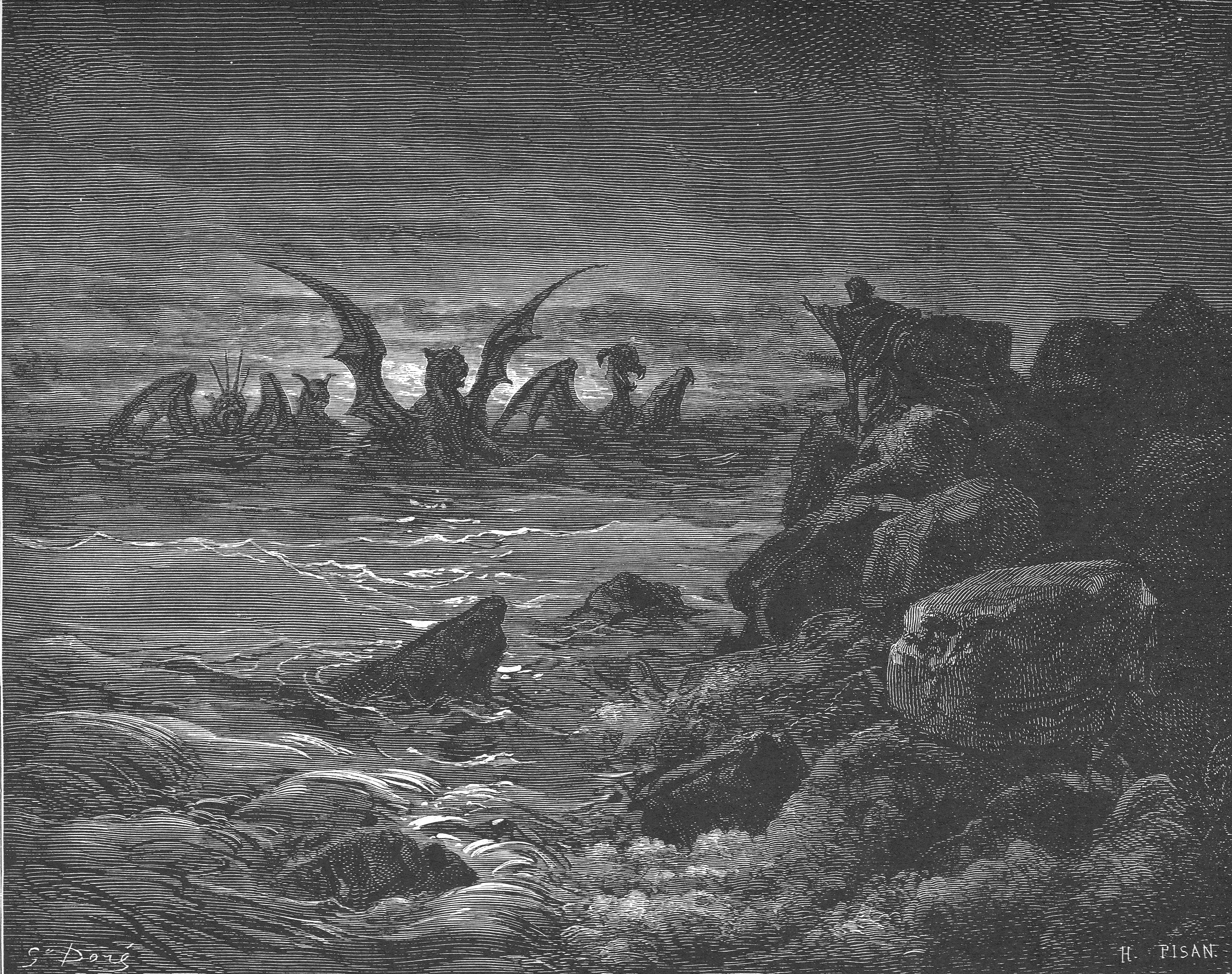
Gustave Doré: Daniels Vision

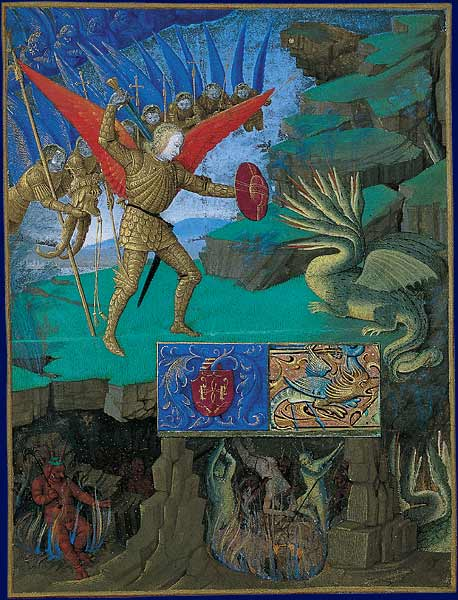
Drachenkampf

Ihr lieben Christen, freut euch nun ist ein Adventslied, das auf ein 1542 publiziertes Gedicht von Erasmus Alberus (1500–1553) zurückgeht.

## Ursprüngliches Gedicht
Albers ursprüngliches Gedicht Van de tokumpst des Heren Christi am jüngsten dage („Von der Ankunft des Herrn Christus am Jüngsten Tag“) bestand aus 18 Strophen.
Die Prophetie des Buches Daniel (Kap. 7–12): „… und siehe, es kam einer in den Wolken des Himmels wie eines Menschen Sohn“ (Dan 7,13 ) bildet in Strophe 3 (4) den Ausgangspunkt für Albers spiritualistische Interpretation jenes Geschehens, das er als in seine Gegenwart gestellt begreift.
Das Lied ruft die „lieben“ Christen eingangs (1 (1)) zur Freude auf angesichts einer Bedrückung apokalyptischen Ausmaßes, die die Christenheit betroffen hat. Und es schließt mit der Bitte um die rasche Ankunft des „lieben“ richtenden Herrn (5 (18)).
Einen weiteren Rahmen bilden Schilderungen des intensiven Wartens auf den kommenden Erlöser; zunächst  (5+6) die in Erfüllung gegangene individuelle Erwartung des neutestamentlichen Propheten Simeon (Lk 2,25–35 ) auf den Messias. Diese einstige Erwartung bildet das Muster für das Warten der jetzigen Gemeinde (7 Z. 1). Das andere Erwartungsbild (14–17) schildert ausgehend vom ängstlichen Harren und Seufzen der Kreatur (Röm 8,18-26 ) ein Warten überindividuellen politisch-konkreten und kosmologischen Ausmaßes. Die zentrale Aussage des Liedes bildet die programmatische Wendung: „Dein lieben Kinder warten all“ (9, Z. 1).
Mit den Strophen (7–13) stellt Alber gleichsam eine Dämonologie oder gar Satanologie in die Mitte des Liedes. Ausgehend vom Typ des entlarvten Widerchristen (3) lösen Bilder wie „alte Schlange“, „Teufel“, „böser Geist“, „Satan“ und „Drachen“ einander ab. Einen Kunstgriff stellt die karikierende Darstellung des Teufels anhand von Vaterunser-Anspielungen (10–13) dar.

## Heutiges Lied
Das heutige Kirchenlied besteht aus den ursprünglichen Strophen (1.2.4.13.) und (18.) Dadurch suchte man den klar apokalyptischen in einen adventlichen Charakter umzuwandeln. Dieses ist bei den Strophen 1 bis 3 nahezu bruchlos gelungen. Ausgehend vom Adventsevangelium Lukas 21 wird der Bezug zu Daniel 7 zumindest zitatweise noch behalten, während alle weiteren Aussagen, die in die zusammenfassende Strophe (13) münden, in der jetzigen Strophe 4 etwas apodiktisch in der Luft hängen. Eine Bitte um die Ankunft zum Gericht, das Sehen der Trinität schließt das Lied ab, wobei der Bezug zu dem Warten des Simeon auf das Sehen des Herrn (5–6) in Strophe 5 nicht mehr erkennbar ist.

## Melodie
Zunächst wurde das Lied auf eine eigene – in Vergessenheit geratene – Melodie gesungen, später auf die Melodie des Liedes Nun lasst uns den Leib begraben. Seit 1950 legte man ihm die Melodieⓘ Steht auf, ihr lieben Kinderlein (bei Nikolaus Herman, 1560) bei.
Eine Bearbeitung schuf Dietrich Buxtehude BuxWV 51.

## Text
(Vollständiges Gedicht mit  Originalstrophen)
1. (1) Ihr lieben Christen, freut euch nun,

bald wird erscheinen Gottes Sohn,

der unser Bruder worden ist,

das ist der lieb Herr Jesus Christ.

2. (2) Der Jüngste Tag ist nun nicht fern.

Komm, Jesu Christe, lieber Herr!

Kein Tag vergeht, wir warten dein

und wollten gern bald bei dir sein.

   (3) Verrathen ist der Wieder-Christ

Sein Heucheley und arge List

Sind offenbahr und klar am Tag,

Des führt er täglich grosse Klag.

3. (4) Du treuer Heiland Jesu Christ,

dieweil die Zeit erfüllet ist,

die uns verkündet Daniel,

so komm, lieber Immanuel.

   (5) Sanct Simeon wart auch auf dich,

Und deiner Zukunft freuet sich,

Er ward auch seine Bitt gewährt,

Da er sah, was sein Herz begehrt.

   (6) Er sprach; Nun will ich sterben gern,

Weil ich gesehn hab meinen HErrn,

Doch soll es nicht gestorben seyn,

Sondern im Friede fahr ich fein.

   (7) So warten wir nun auch der Stund

Und bitten dich von Herzen-Grund:

Du wollest nicht ausbleiben lang,

Und strafen einmahl die alte Schlang.

   (8) Die alle Welt ermordet hat,

Und kann nicht Lügens werden satt,

Die nimm samt ihrer Läster-Schul,

Und wirf sie in den feurgen Pfuhl.

   (9) Dein lieben Kinder warten all,

Wann doch einmahl die Welt zerfall,

Und wann des Teufels Reich zergeh

Und er in ewgen Schanden steh.

  (10) Er ists, der deinen Namen schändt,

Und der die armen Leut verblendt,

Der böse Geist sucht seinen Ruhm,

Und hindert, dass dein Reich nicht komm.

  (11) Was du befiehlst, das lästert er,

Und tobt darwider greulich sehr,

Was uns beschehrt dein milde Hand,

Das nähm uns gern der Höllen-Brand.

  (12) Der Satan hört nicht auf zu wehrn,

Daß sich so wenig Leut bekehrn,

Er wendt die Leut von deinem Wort,

Und richtet an Haß, Neid und Mord.

4. (13) Der Teufel brächt uns gern zu Fall

und wollt uns gern verschlingen all;

er tracht' nach Leib, Seel, Gut und Ehr.

Herr Christ, dem alten Drachen wehr.

  (14) Die Welt kann nun nicht länger stehn,

ist schwach und alt, sie muß vergehn

Sie kracht an allen Orten sehr,

Und kann die Last nicht tragen mehr.

  (15) Die Creatur nicht länger kan

Der Eitelkeit seyn unterthan,

Und wolt gern wieder werden frey

Vons Türken Mord und Heucheley.

  (16) Der Pabst hat sie schon hart beschwehrt,

Und all gut Ordenung verkehrt,

Drum wär sie gern samt uns erlöst,

Wir hoffen all auf deinen Trost.

  (17) Die alten Väter warten all,

Wenn du erscheinst mit großem Schall,

Mit aller lieben Engel-Schaar,

Drauf warten sie manch hundert Jahr.

5. (18) Ach lieber Herr, eil zum Gericht!

Laß sehn dein herrlich Angesicht,

das Wesen der Dreifaltigkeit.

Das helf uns Gott in Ewigkeit.
Heute findet sich das Lied im Evangelischen Gesangbuch (EG 6).